# Krzyż skandynawski
Krzyż skandynawski (Krzyż nordycki) – krzyż, którego ramiona pionowe oraz lewe są równe, a prawe jest dwa razy dłuższe od pozostałych. Symbol używany w weksylologii, reprezentujący chrześcijaństwo. Bardzo częsty motyw flag państw skandynawskich (nordyckich) oraz zależnych od nich terytoriów. Po raz pierwszy użyty na fladze Danii.

## Flagi nordyckie

### Flagi państw nordyckich

Flaga Danii
Flaga Finlandii
Flaga Islandii
Flaga Norwegii
Flaga Szwecji

### Inne flagi nordyckie

Flaga Wysp Owczych
Flaga Wysp Alandzkich
Nieoficjalna flaga Bornholmu
Nieoficjalna flaga fińskich Szwedów
Zrekonstruowana flaga Unii kalmarskiej
Nieoficjalna flaga Skanii
Nieoficjalna flaga Vendsyssel
Nieoficjalna flaga Olandii
Nieoficjalna flaga Gotlandii
Była, nieoficjalna flaga Islandii (do 1915)
Nieoficjalna flaga szwedzkich Finów
Flaga kolaboracyjnego rządu Quislinga w Norwegii
Flaga Ladonii
Dawna flaga Karelii
Flaga Hälsinglandu

## Brytyjskieflagi z krzyżem skandynawskim

Flaga Orkadów
Flaga Orkadów do 2007
Nieoficjalna flaga Gall-Ghaeil, ludu o mieszanym celtycko-nordyckim rodowodzie
Flaga Szetlandów
Flaga West Riding of Yorkshire, zlikwidowanego brytyjskiego hrabstwa

## Bałtyckieflagi z krzyżem skandynawskim

Flaga Alūksne
Flaga Kiesi
Flaga Koigi
Flaga Parnawy
Flaga Windawy
Flaga gminy Setomaa w Estonii

## Odrzucone propozycje flag państwowych z krzyżem skandynawskim

Propozycja flagi Grenlandii
Propozycja flagi Estonii
Propozycja flagi Białorusi

## Flagi państw historycznych z krzyżem skandynawskim

Flaga Protektoratu Saary
Flaga Wielkiego Księstwa Oldenburga, a obecnie krainy Oldenburg
Flaga Królestwa Norwegii
Flaga państwa krzyżackiego
Flaga Zjednoczonego Księstwa Bałtyckiego

## Inne flagi z krzyżem skandynawskim

### Flagi miast

Flaga Aldtsjerk, miejscowości we Fryzji
Flaga Bayamón, miasta w Portoryko
Flaga Calais, miasta we Francji
Flaga Puli, miasta w Chorwacji
Dawna flaga Gori, miasta w Gruzji
Flaga Żytomierza, miasta na Ukrainie
Flaga Tbilisi, stolicy Gruzji
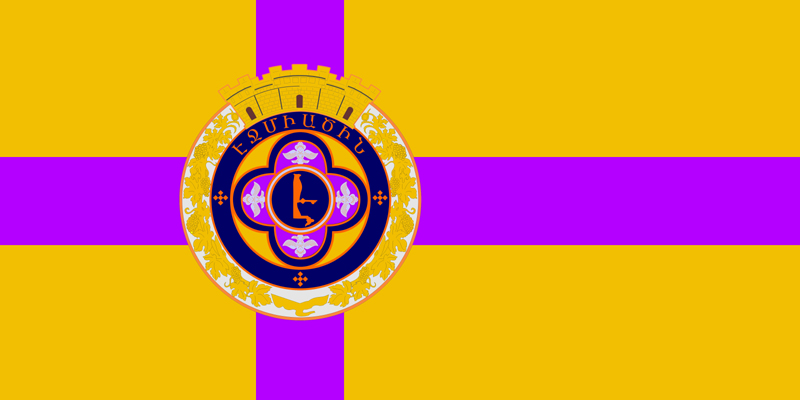
Flaga Wagharszapatu, miasta w Armenii
Flaga Chrestiwki, miasta na Ukrainie
Flaga Little Rock, miasta w amerykańskim stanie Arkansas
Flaga Stawropola, miasta w Rosji

### Flagi ludowe

Flaga Iżorów, ludu z Ingrii (Rosja)
Flaga Wepsów, ludu z północno-zachodniej Rosji
Flaga Wotów, ludu z Ingrii (Rosja)
Flaga Mizoram, ludu z Indii

### Flagi regionów administracyjnych

Flaga Kraju Stawropolskiego
Flaga obwodu wołyńskiego
Flaga Amambay, departamentu Paragwaju

### Flagi polityczne i wojskowe

Flaga Ruchu Normandzkiego
Bandera wojenna III Rzeszy
Proponowana flaga ruchu oporu w III Rzeszy
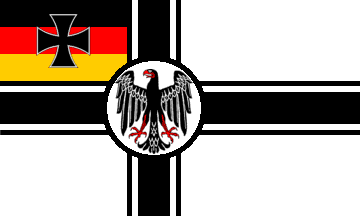
Sztandar Reichswehry (nigdy nie użyty)
Sztandar wojenny Związku Północnoniemieckiego
Bandera wojenna Szwecji
Bandera wojenna Finlandii
Bandera wojenna Norwegii
Bandera wojenna Danii